# Palazzo Ducale (Presicce)
Il Palazzo Ducale (o Palazzo Paternò) è uno storico edificio di Presicce, in provincia di Lecce.

## Storia e descrizione
Le più antiche notizie dell'edificio sono di epoca normanna, ma a difesa dei primi nuclei abitativi, probabilmente in epoca bizantina, venne realizzato un primo castrum.
L'attuale Palazzo Ducale, quindi, ingloba le testimonianze di oltre mille anni di storia. L'edificio presenta una struttura massiccia, lineari prospetti scanditi e alleggeriti dalle soluzioni d'angolo, le eleganti finestre architravate di gusto rinascimentale, l'ampia loggia, costituita da tre archi a tutto sesto riccamente decorati. Le coperture degli ambienti interni sono generalmente voltate a botte e a spigolo, una grande scala reca una copertura lignea a capriate.
Si possono individuare quattro principali fasi edificative. La prima è relativa al fortilizio medievale; ancora visibile lungo il perimetro ovest vi è una delle torri angolari, è inoltre documentata la presenza di un profondo fossato. La seconda fase di sviluppo si colloca tra il XVI e il XVII secolo, sotto la signoria dei Gonzaga, dei Cito-Moles e dei Bartilotti-Piccolomini d'Aragona.
Nel 1630 fu avviato un intervento di ristrutturazione del castello, ingentilendo gli aspri volumi del fortilizio, con l'ampia loggia del perimetro ovest, con i giardini pensili, ricavati sul terrapieno delle mura del perimetro sud ed edificando una nuova cappella dedicata alla Santissima Annunziata che si affaccia sulla pubblica piazza. La ricca decorazione scultorea della facciata della cappella interessa anche l'interno, infatti l'intradosso della volta è scandito da serraglie, costoloni e maschere apotropaiche, sull'unico altare del sacro edificio è collocata una grande pala raffigurante l'Annunciazione. La terza fase che apportò ulteriori rimaneggiamenti si ebbe nel XVIII secolo. 
Nel 1709 il palazzo passò ai de' Liguoro e nel 1791 vennero avviati i lavori di ristrutturazione del cortile del palazzo, realizzando l'elegante quinta barocca e lo scalone a doppia rampa che conduce al piano nobile. Venne, inoltre, aperto l'accesso, attraverso un portale, ai giardini pensili da piazza Sant'Andrea (oggi piazza Villani). La quarta fase di ristrutturazione, interessò i prospetti esterni del palazzo. 
Nel XIX secolo la famiglia de' Liguoro si estinse nel Casato dei Paternò, e il palazzo Ducale passò a Don Raffaele Paternò. Agli inizi del XX secolo, il Duca Pasquale Maria Paternò, figlio di Don Raffaele, decise di collocare i merli dal gusto neogotico, secondo la moda eclettica del tempo e vennero aggiunti nuovi corpi di fabbrica.
Dal 1990 ospita al suo interno il Museo della Cività Contadina.